# Ошла
Ошла́ — река в России, протекает в Республике Марий Эл и Кировской области. Устье реки находится в 126 км от устья Малой Кокшаги по правому берегу. Длина реки составляет 62 км, площадь водосборного бассейна — 619 км².
Исток реки находится в Яранском районе Кировской области у деревни Журавли в 17 км к северо-западу от посёлка Оршанка. Генеральное направление течения — юг. Протекает деревни Журавли, Лежни, Ошлинские, Хмелевка и село Каракша (Шкаланское сельское поселение), после чего перетекает в Оршанский район Марий Эл, где протекает деревни Верхняя Каракша и Малая Каракша. Ниже течёт по восточной окраине районного центра, посёлка Оршанка. Ниже посёлка протекает деревни Малый Кугунур, Старое Крещено, Мари-Ушем. Чуть ниже последней впадает в Малую Кокшагу, заключительные километры течения проходят по Медведевскому району. В деревне Малый Кугунур на реке запруда. Средняя скорость течения в среднем и нижнем течении — 0,3 м/с. Ширина реки у деревни Мари-Ушем перед устьем — 30 метров.

## Притоки
(указано расстояние от устья)
- 24 км: река Руйка (в водном реестре — река без названия, у с. Марково), правый
- 34 км: река Орша (в водном реестре — река без названия, у п. Оршанка), правый
- 36 км: река Соза, левый
- 43 км: река Пижанка, правый
- река Уса, левый
- река Каракшинка, левый
- река Пигонерка, правый

## Данные водного реестра
По данным государственного водного реестра России относится к Верхневолжскому бассейновому округу, водохозяйственный участок реки — Волга от Чебоксарского гидроузла до города Казань, без рек Свияга и Цивиль, речной подбассейн реки — Волга от впадения Оки до Куйбышевского водохранилища (без бассейна Суры). Речной бассейн реки — (Верхняя) Волга до Куйбышевского водохранилища (без бассейна Оки).
Код объекта в государственном водном реестре — 08010400712112100001104.